# Liste der Auslandsvertretungen Indonesiens

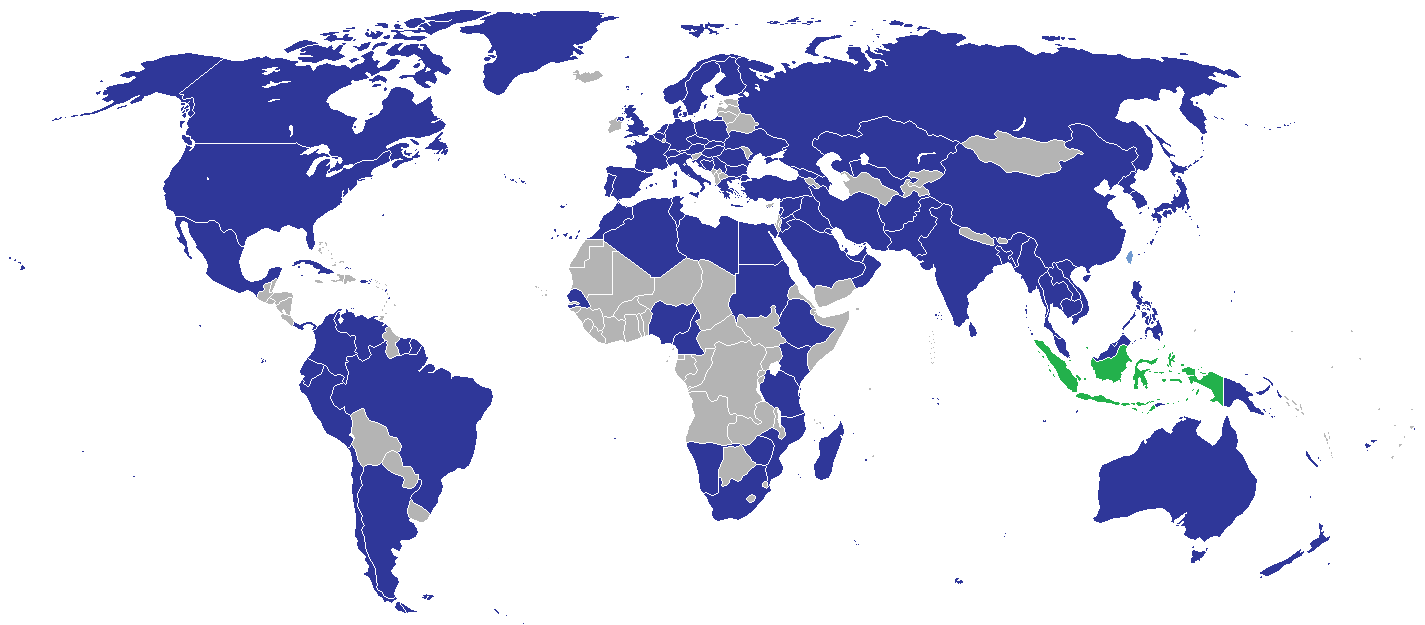
Standorte der diplomatischen Vertretungen Indonesiens

Dies ist eine Liste der diplomatischen und konsularischen Vertretungen Indonesiens.

## Diplomatische und konsularische Vertretungen

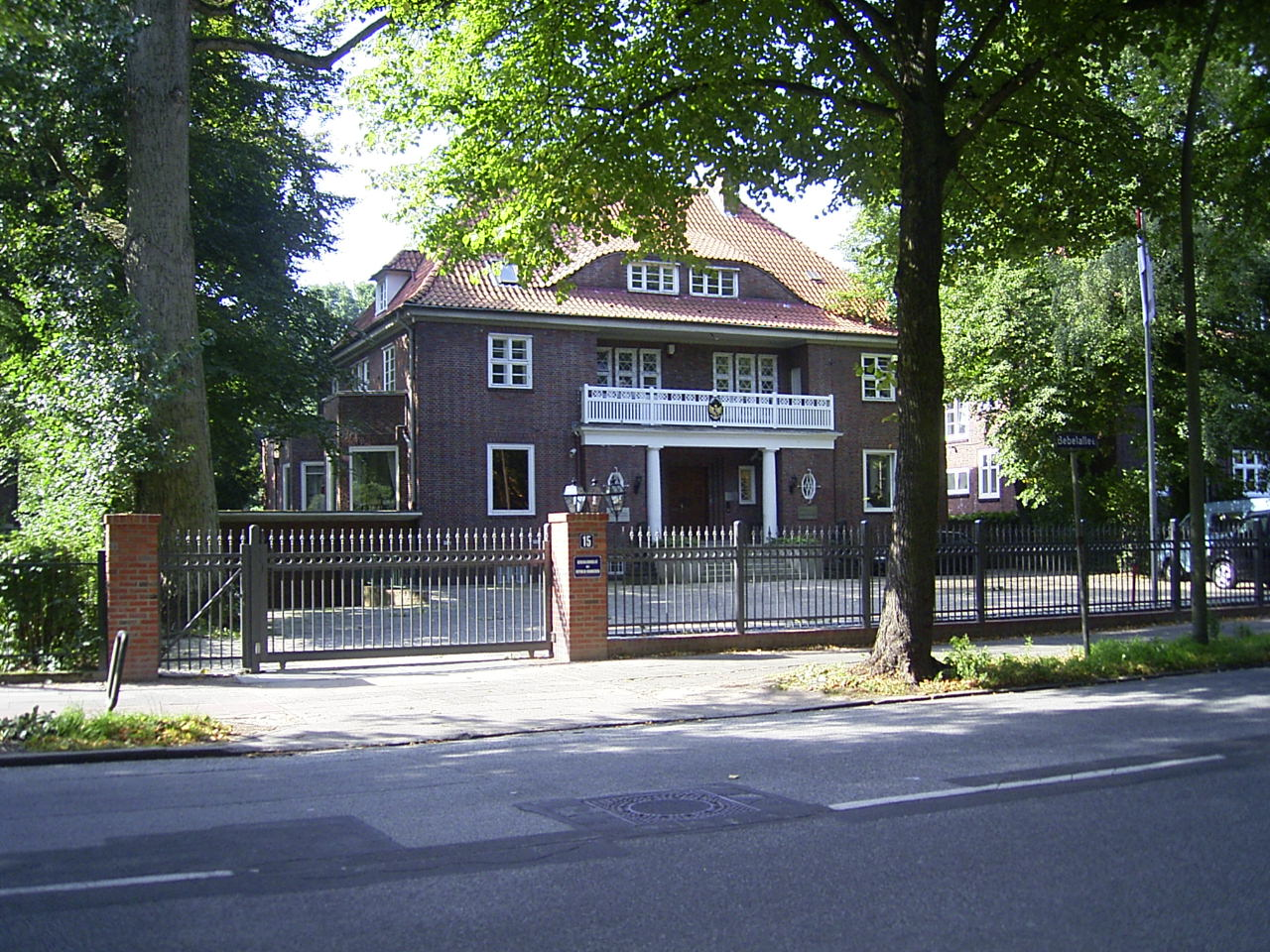
Indonesisches Generalkonsulat in Hamburg

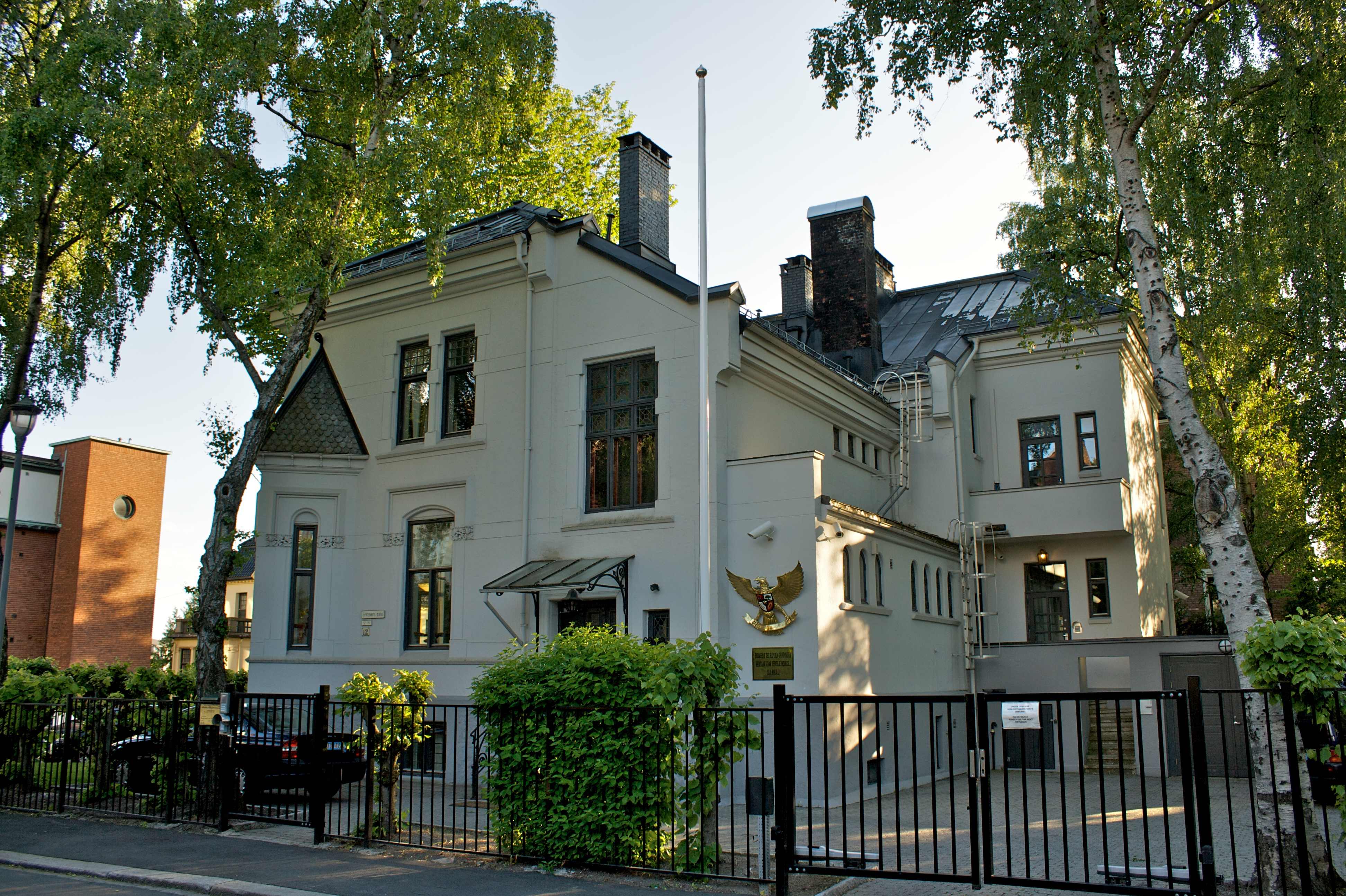
Indonesische Botschaft in Oslo

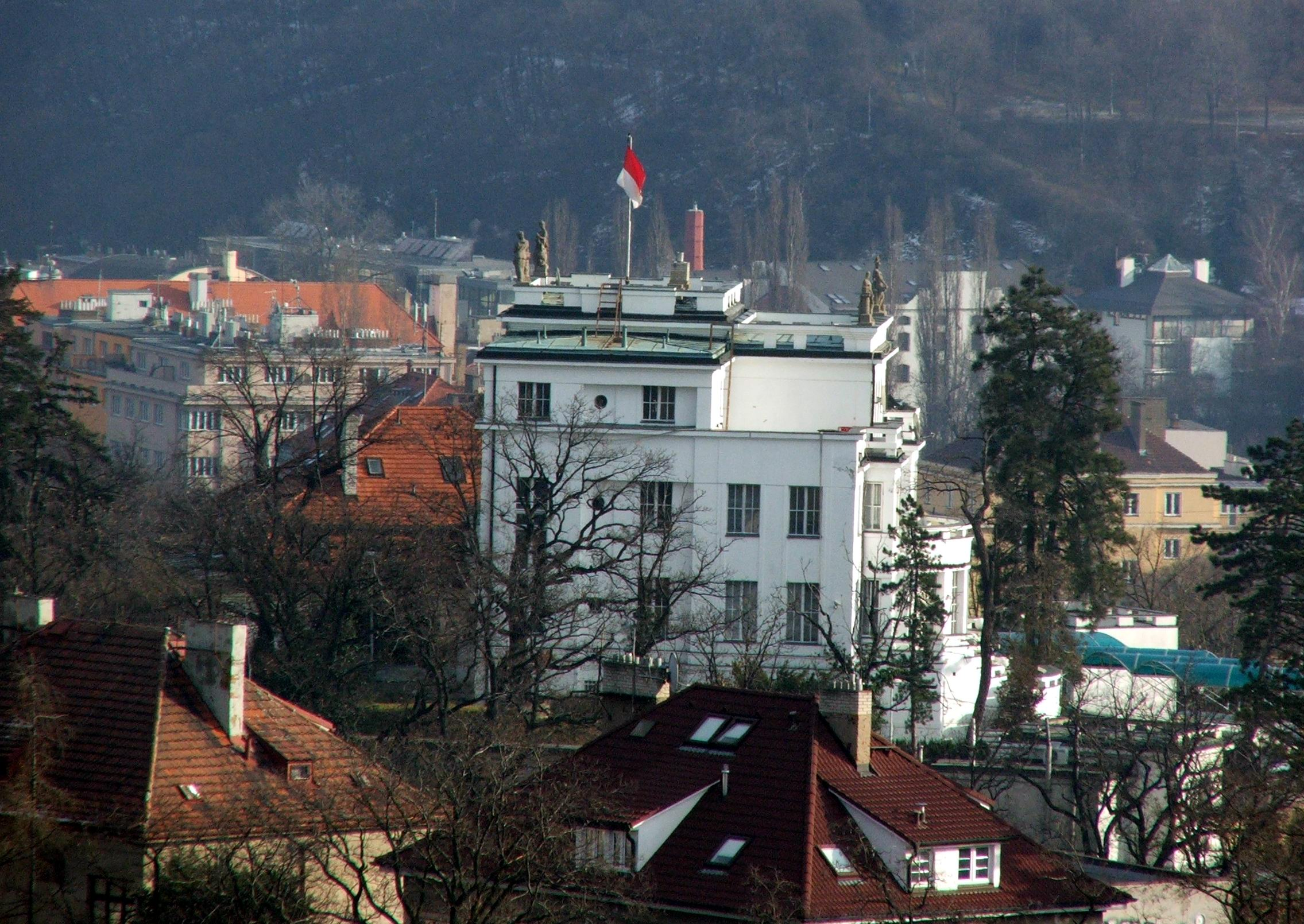
Indonesische Botschaft in Prag

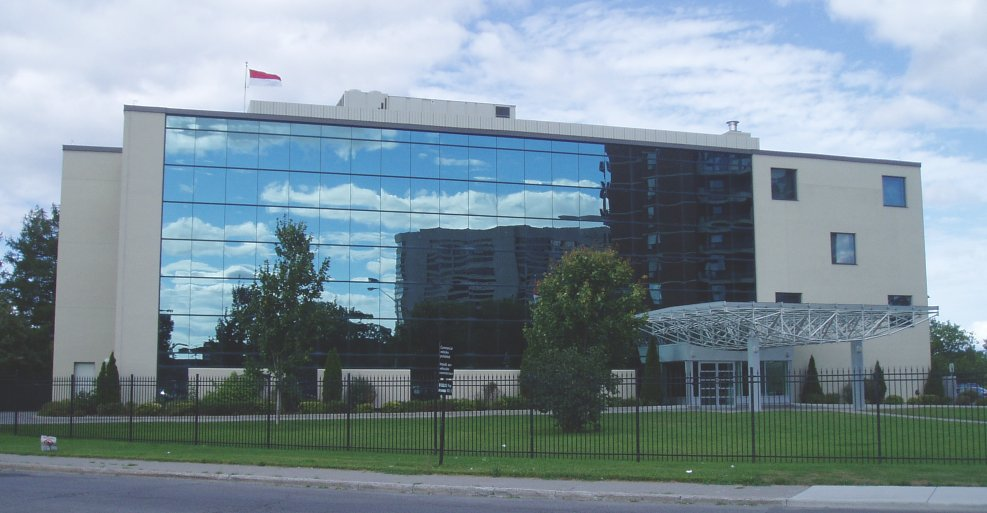
Indonesische Botschaft in Ottawa

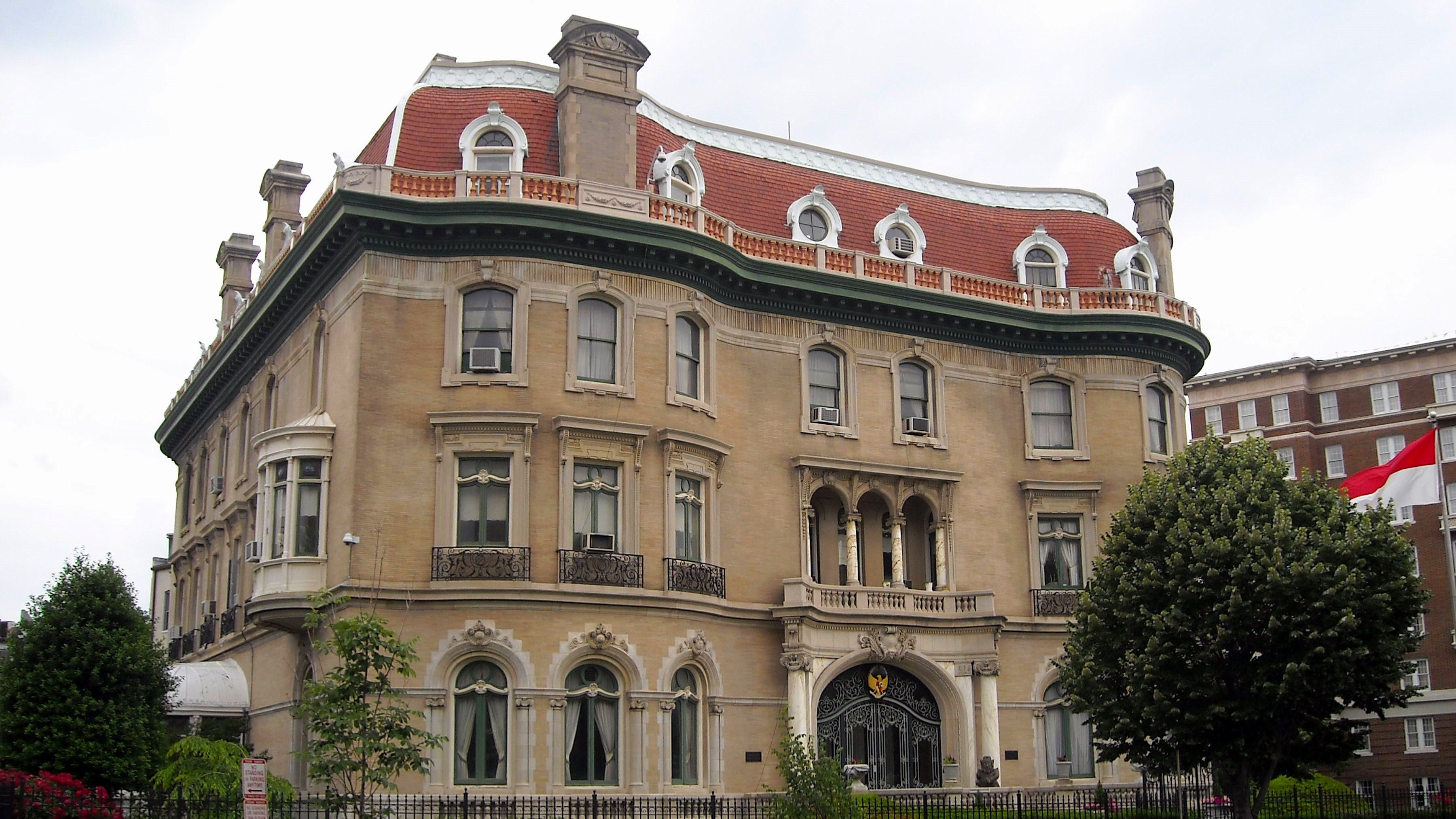
Indonesische Botschaft in Washington, D.C.

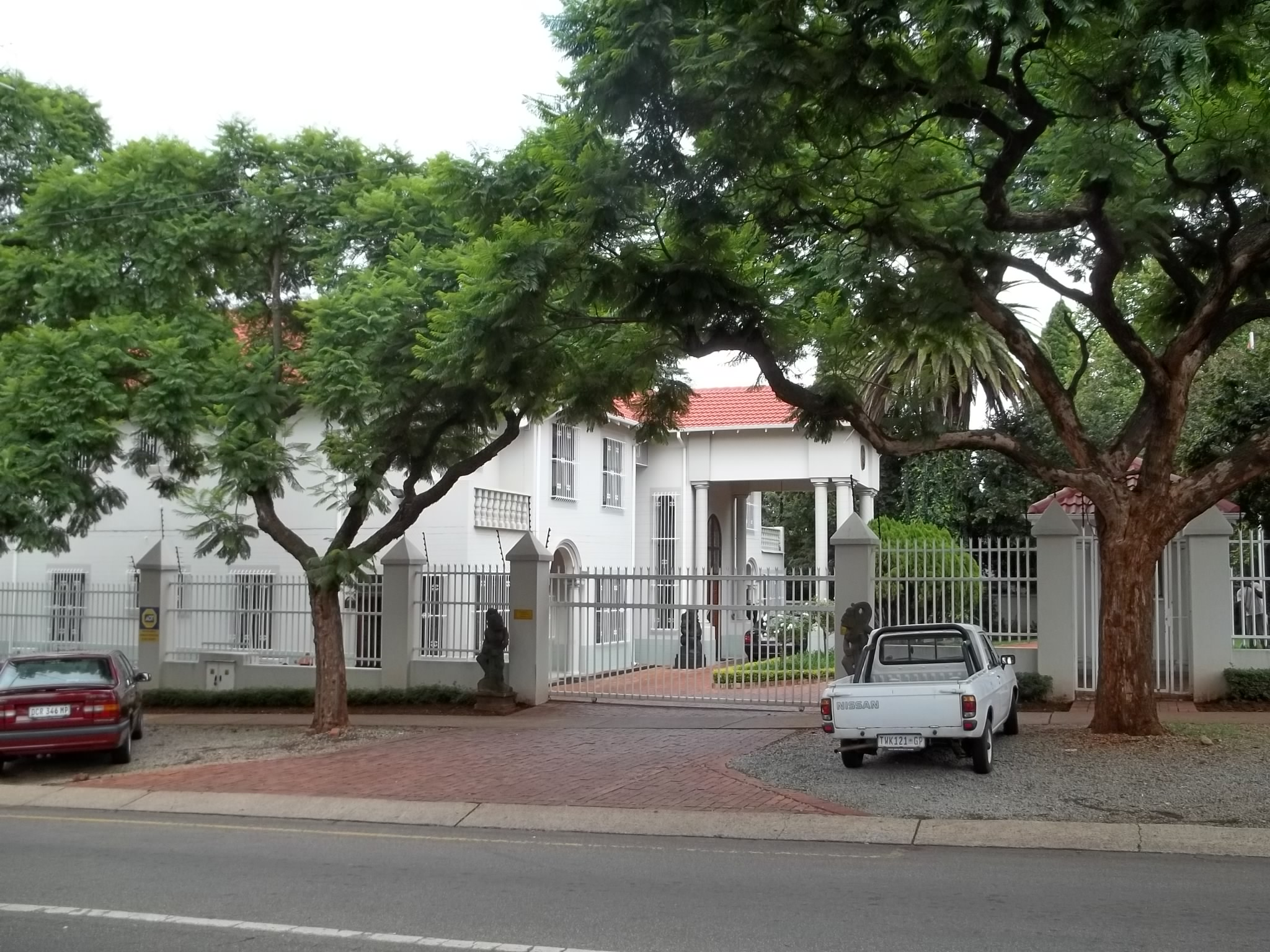
Indonesische Botschaft in Pretoria

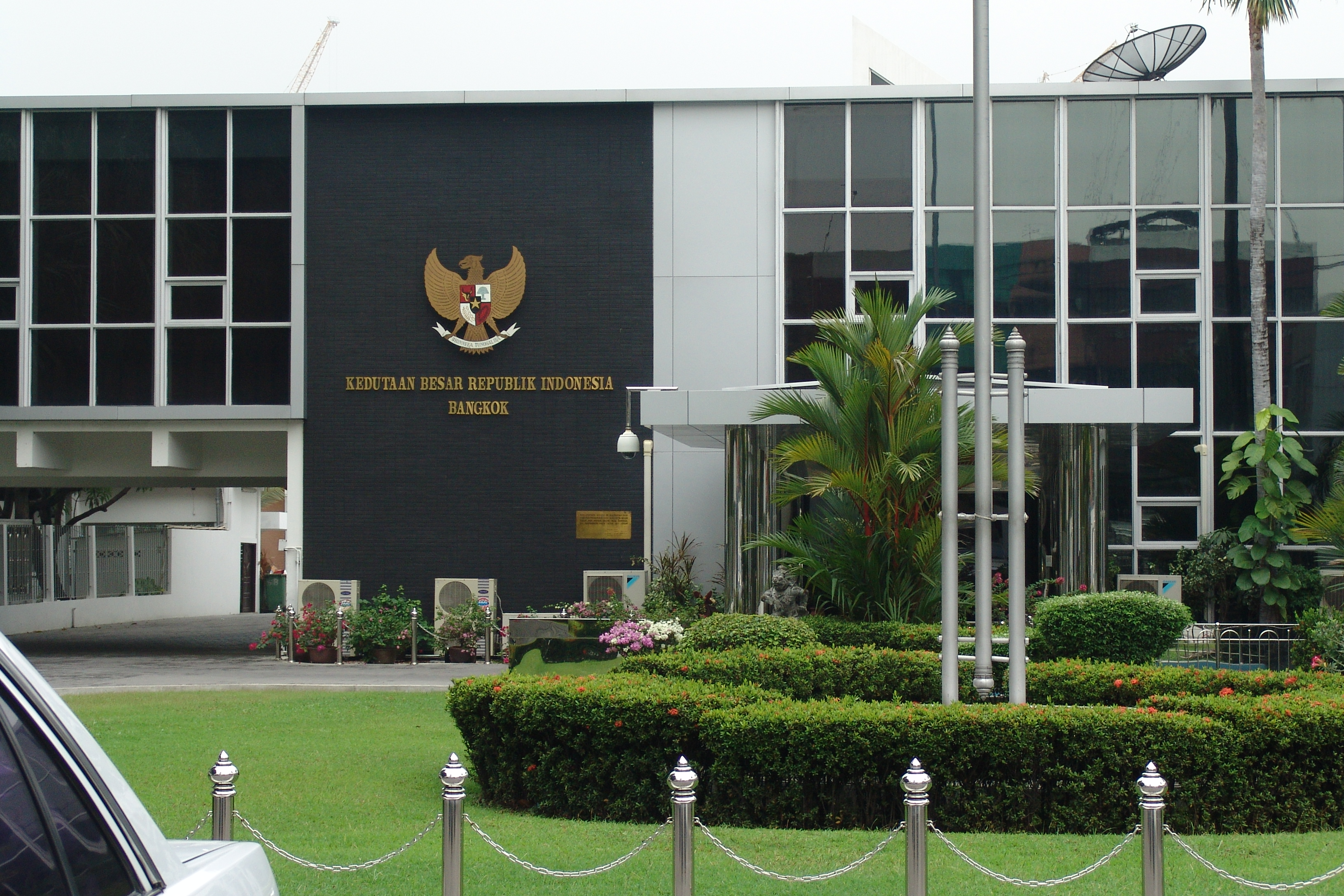
Indonesische Botschaft in Bangkok

### Afrika
| - Ägypten: Kairo, Botschaft - Algerien: Algier, Botschaft - Äthiopien: Addis Abeba, Botschaft - Kenia: Nairobi, Botschaft - Libyen: Tripolis, Botschaft - Madagaskar: Antananarivo, Botschaft - Marokko: Rabat, Botschaft - Mosambik: Maputo, Botschaft - Namibia: Windhoek, Botschaft | - Nigeria: Abuja, Botschaft - Senegal: Dakar, Botschaft - Simbabwe: Harare, Botschaft - Südafrika: Pretoria, Botschaft - Südafrika: Kapstadt, Generalkonsulat - Sudan: Khartum, Botschaft - Tansania: Daressalam, Botschaft - Tunesien: Tunis, Botschaft |

### Asien
| - Afghanistan: Kabul, Botschaft - Aserbaidschan: Baku, Botschaft - Bahrain: Manama, Botschaft - Bangladesch: Dhaka, Botschaft - Brunei: Bandar Seri Begawan, Botschaft - Volksrepublik China: Peking, Botschaft - Volksrepublik China: Guangzhou, Generalkonsulat - Volksrepublik China: Hongkong, Generalkonsulat - Volksrepublik China: Shanghai, Generalkonsulat - Indien: Neu-Delhi, Botschaft - Indien: Mumbai, Generalkonsulat - Iran: Teheran, Botschaft - Irak: Bagdad, Botschaft - Japan: Tokyo, Botschaft - Japan: Osaka, Generalkonsulat - Jordanien: Amman, Botschaft - Kasachstan: Astana, Botschaft - Katar: Doha, Botschaft - Kambodscha: Phnom Penh, Botschaft - Kuwait: Kuwait, Botschaft - Laos: Vientiane, Botschaft - Libanon: Beirut, Botschaft - Malaysia: Kuala Lumpur, Botschaft - Malaysia: George Town, Generalkonsulat - Malaysia: Johor Bahru, Generalkonsulat | - Malaysia: Kota Kinabalu, Generalkonsulat - Malaysia: Kuching, Generalkonsulat - Malaysia: Tawau, Sabah, Konsulat - Myanmar: Rangun, Botschaft - Oman: Maskat, Botschaft - Osttimor: Dili, Botschaft - Pakistan: Islamabad, Botschaft - Pakistan: Karatschi, Generalkonsulat - Philippinen: Manila, Botschaft - Philippinen: Davao City, Generalkonsulat - Saudi-Arabien: Riad, Botschaft - Saudi-Arabien: Dschidda, Generalkonsulat - Singapur: Singapur, Botschaft - Sri Lanka: Colombo, Botschaft - Südkorea: Seoul, Botschaft - Syrien: Damaskus, Botschaft - Taiwan: Taipei, Indonesisches Wirtschafts- und Handelsbüro - Thailand: Bangkok, Botschaft - Thailand: Songkhla, Konsulat - Usbekistan: Taschkent, Botschaft - Vereinigte Arabische Emirate: Abu Dhabi, Botschaft - Vereinigte Arabische Emirate: Dubai, Generalkonsulat - Vietnam: Hanoi, Botschaft - Vietnam: Ho-Chi-Minh-Stadt, Generalkonsulat |

### Australien und Ozeanien
| - Australien: Canberra, Botschaft - Australien: Melbourne, Generalkonsulat - Australien: Perth, Generalkonsulat - Australien: Sydney, Generalkonsulat - Australien: Darwin, Konsulat | - Fidschi: Suva, Botschaft - Neuseeland: Wellington, Botschaft - Papua-Neuguinea: Port Moresby, Botschaft - Papua-Neuguinea: Vanimo, Konsulat |

### Europa
| - Belgien: Brüssel, Botschaft - Bosnien und Herzegowina: Sarajevo, Botschaft - Bulgarien: Sofia, Botschaft - Dänemark: Kopenhagen, Botschaft - Deutschland: Berlin, Botschaft - Deutschland: Bonn, Teilbereich der Botschaft (Vertretung beim UNFCCC-Sekretariat) - Deutschland: Frankfurt, Generalkonsulat - Deutschland: Hamburg, Generalkonsulat - Finnland: Helsinki, Botschaft - Frankreich: Paris, Botschaft - Frankreich: Marseille, Generalkonsulat - Frankreich: Nouméa, Neukaledonien, Konsulat - Griechenland: Athen, Botschaft - Italien: Rom, Botschaft - Kroatien: Zagreb, Botschaft - Niederlande: Den Haag, Botschaft - Norwegen: Oslo, Botschaft | - Österreich: Wien, Botschaft - Polen: Warschau, Botschaft - Portugal: Lissabon, Botschaft - Rumänien: Bukarest, Botschaft - Russland: Moskau, Botschaft - Schweden: Stockholm, Botschaft - Schweiz: Bern, Botschaft - Serbien: Belgrad, Botschaft - Slowakei: Bratislava, Botschaft - Spanien: Madrid, Botschaft - Tschechien: Prag, Botschaft - Türkei: Ankara, Botschaft - Türkei: Istanbul, Generalkonsulat - Ukraine: Kiew, Botschaft - Ungarn: Budapest, Botschaft - Vereinigtes Königreich: London, Botschaft |

### Nordamerika
| - Kanada: Ottawa, Botschaft - Kanada: Toronto, Generalkonsulat - Kanada: Vancouver, Generalkonsulat - Kuba: Havanna, Botschaft - Mexiko: Mexiko-Stadt, Botschaft - Panama: Panama-Stadt, Botschaft | - Vereinigte Staaten: Washington, D.C., Botschaft - Vereinigte Staaten: Chicago, Generalkonsulat - Vereinigte Staaten: Houston, Generalkonsulat - Vereinigte Staaten: Los Angeles, Generalkonsulat - Vereinigte Staaten: New York City, Generalkonsulat - Vereinigte Staaten: San Francisco, Generalkonsulat |

### Südamerika
| - Argentinien: Buenos Aires, Botschaft - Brasilien: Brasília, Botschaft - Chile: Santiago de Chile, Botschaft - Ecuador: Quito, Botschaft | - Kolumbien: Bogotá, Botschaft - Peru: Lima, Botschaft - Suriname: Paramaribo, Botschaft - Venezuela: Caracas, Botschaft |

## Vertretungen bei internationalen Organisationen
- Europäische Union: Brüssel, Mission
- ASEAN: Jakarta, Ständige Vertretung
- Vereinte Nationen: New York, Ständige Vertretung
- Vereinte Nationen: Genf, Ständige Vertretung
- Heiliger Stuhl: Rom, Botschaft

## Nicht ansässige Botschaften und diplomatische Vertretungen
| - Antigua und Barbuda: Bogota, Botschaft - Afghanistan: Islamabad, Botschaft - Belize: Mexiko-Stadt, Botschaft - Costa Rica: Panama-Stadt, Botschaft - Jemen: Muscat, Botschaft - Kirgisistan: Tashkent, Botschaft | - Mali: Dakar, Botschaft - Palästina: Amman, Botschaft - Eswatini: Pretoria, Botschaft - Tschad: Yaounde, Botschaft - Zentralafrikanische Republik: Yaounde, Botschaft - Zypern: Rome, Botschaft |